# Pförtnerhäuschen Palais Rosenhöhe
Das Pförtnerhäuschen Palais Rosenhöhe in der Erbacher Straße ist ein Bauwerk in Darmstadt.

## Geschichte und Beschreibung
Das Pförtnerhäuschen wurde im Jahre 1894 nach Plänen des Architekten Gustav Jacobi erbaut.
Jacobi war auch Entwerfer des Palais Rosenhöhe.
Stilistisch gehört das Häuschen zum Historismus.
Typische Details des würfelförmigen Bauwerks sind das haubenartige Zeltkuppeldach.
Das Kuppel wurde aus Holz konstruiert und mit einer in Blech getriebenen Dachhaut geschützt.
Auf allen vier Seiten des Daches ragen auffällige Ochsenaugengauben hervor.
Das Pförtnerhäuschen wurde ab dem Jahr 1988 saniert.

## Varia
Zu dem Pförtnerhäuschen gehören auch der Zaun und das aufwendig gestaltete schmiedeeiserne Tor.

## Denkmalschutz
Das Pförtnerhäuschen ist ein typisches Beispiel für den historisierenden Baustil in der zweiten Hälfte des 19. Jahrhunderts in Darmstadt.
Aus architektonischen und stadtgeschichtlichen Gründen ist das Pförtnerhäuschen ein Kulturdenkmal.